# Eugenio Oliva
Eugenio Oliva y Rodrigo (Palencia, 12 de febrero de 1852-Villaconejos, marzo de 1925) fue un pintor español que destacó particularmente como muralista.

## Biografía

### Formación
Eugenio Oliva era hijo de Felipa, palentina, y de Juan, labrador con antepasados murcianos y con inclinaciones artísticas, lo que explica que tanto Eugenio como su hermano José iniciaran una formación artística en la Escuela Municipal de Dibujo de Palencia bajo la tutela de Justo María de Velasco, para continuarla en Madrid, a donde llegó probablemente en 1873 para estudiar en la Escuela Superior de Pintura, Escultura y Grabado y acudir al taller de Germán Hernández Amores; González Amores era murciano, lo que es la única explicación de este hecho, cuando en Madrid podía haber acudido al estudio de José Casado del Alisal, lo que habría resultado más lógico para un palentino.

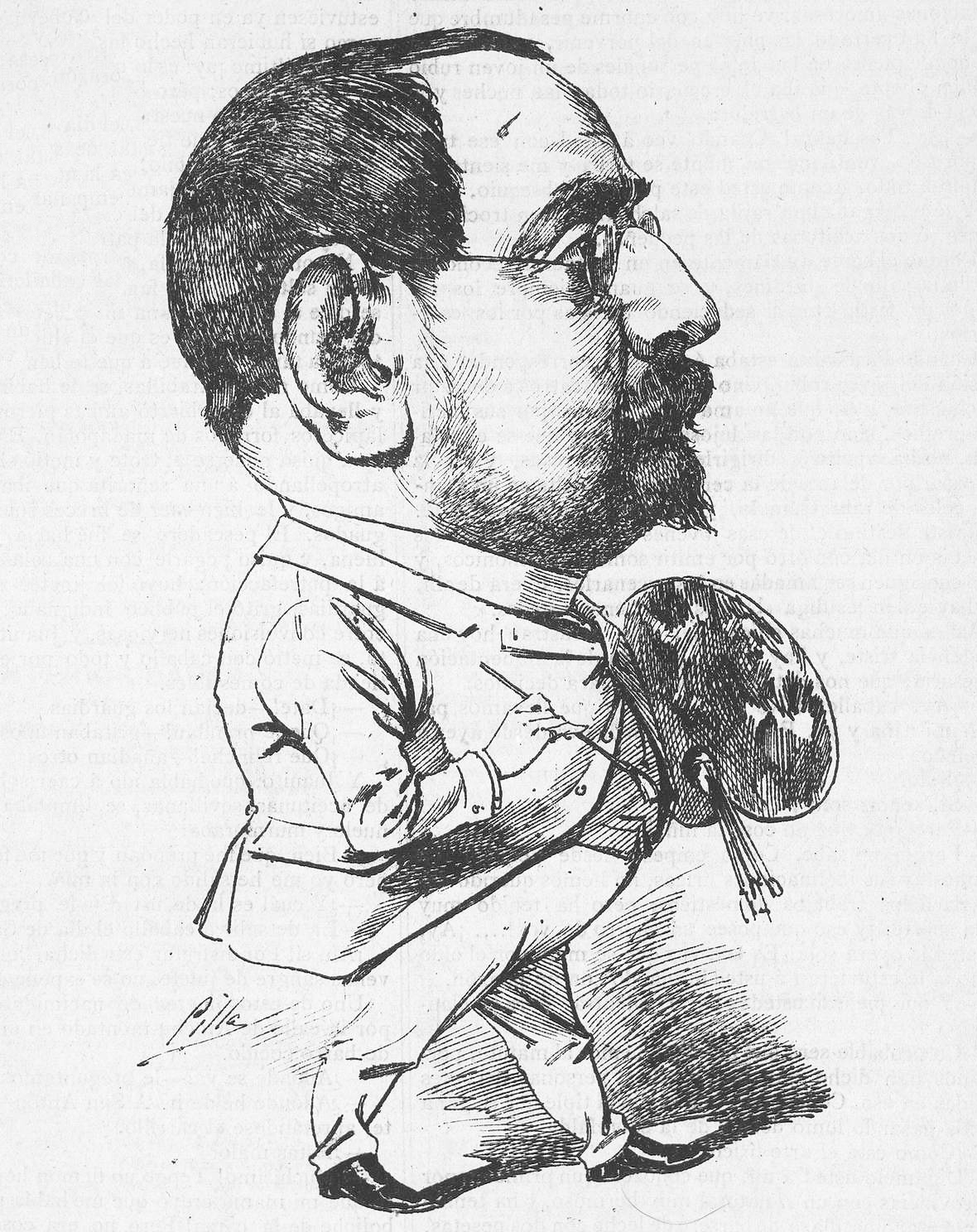
Caricaturizado por Cilla en Madrid Cómico (1889)

Oliva obtuvo buenas calificaciones en sus estudios, tanto en dibujo del natural como en colorido y composición. Entabló amistad con los escultores Eduardo Barrón, Aquilino Cuervo y Miguel Ángel Trilles, así como con el pintor Francisco Maura. Sus envíos a las exposiciones nacionales de 1876 y 1878 no obtuvieron los resultados apetecidos, pero ese mismo año se convocaron oposiciones para cubrir una plaza de pensionado por la disciplina de «Pintura de Historia» en la Escuela Especial de Bellas Artes en Roma para las que debió realizar un primer ejercicio con el tema Moisés sacado del Nilo y un tercero y cuarto con La muerte de Abel: el 16 de mayo de 1879 se le nombró pensionado. El 28 de junio de ese año se había casado con Luisa Bueno, hija natural del famoso actor Francisco Bueno; y con ella acudió a Roma, cuya academia estaba dirigida por Casado del Alisal. Su primera idea era la realización de un tema de gladiadores, que cambió por Un episodio en la vida de Viriato que recibió la aprobación del director, que vio en él a «un colorista elegante y pintor de toque franco»; su envío de segundo año fue una Copia de La Creación del hombre de la Sixtina para enviar luego el boceto de Cervantes escribiendo la célebre dedicatoria al Conde de Lemos que desarrollaría el cuarto año obteniendo por ello la nota final de «calificación honrosa» y con el que lograría, como obra definitiva, la segunda medalla de la Exposición Nacional de Bellas Artes de 1884. Curiosamente, los estudios que realizó libremente en Roma, la Toscana, Venecia y Nápoles, llenos de vibrante colorido, no tienen nada que ver con las gamas restringidas de este cuadro de historia.

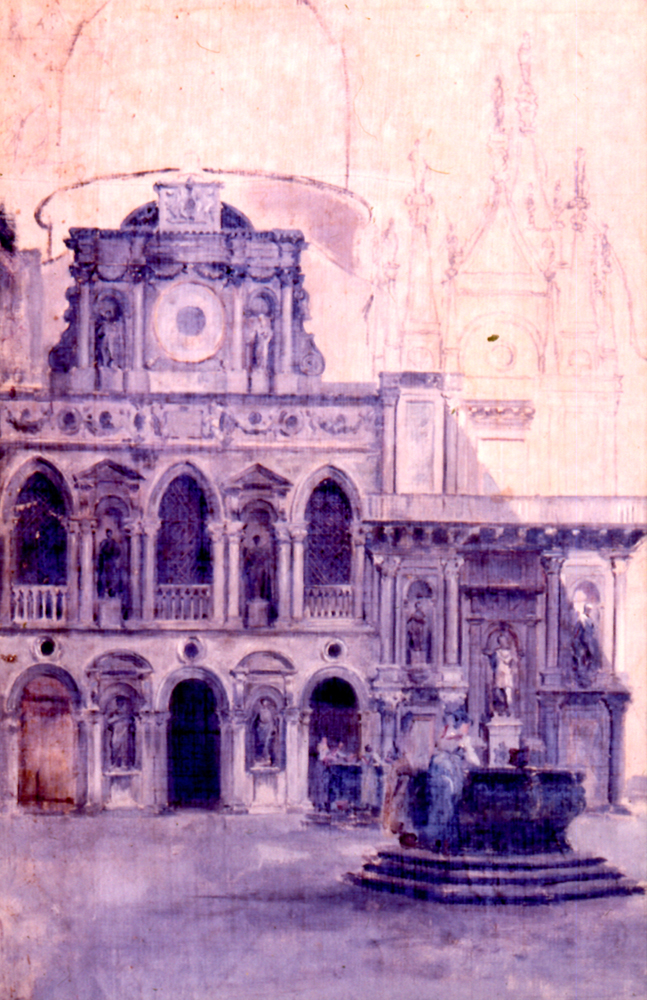
Estudio italiano

### Regreso a España

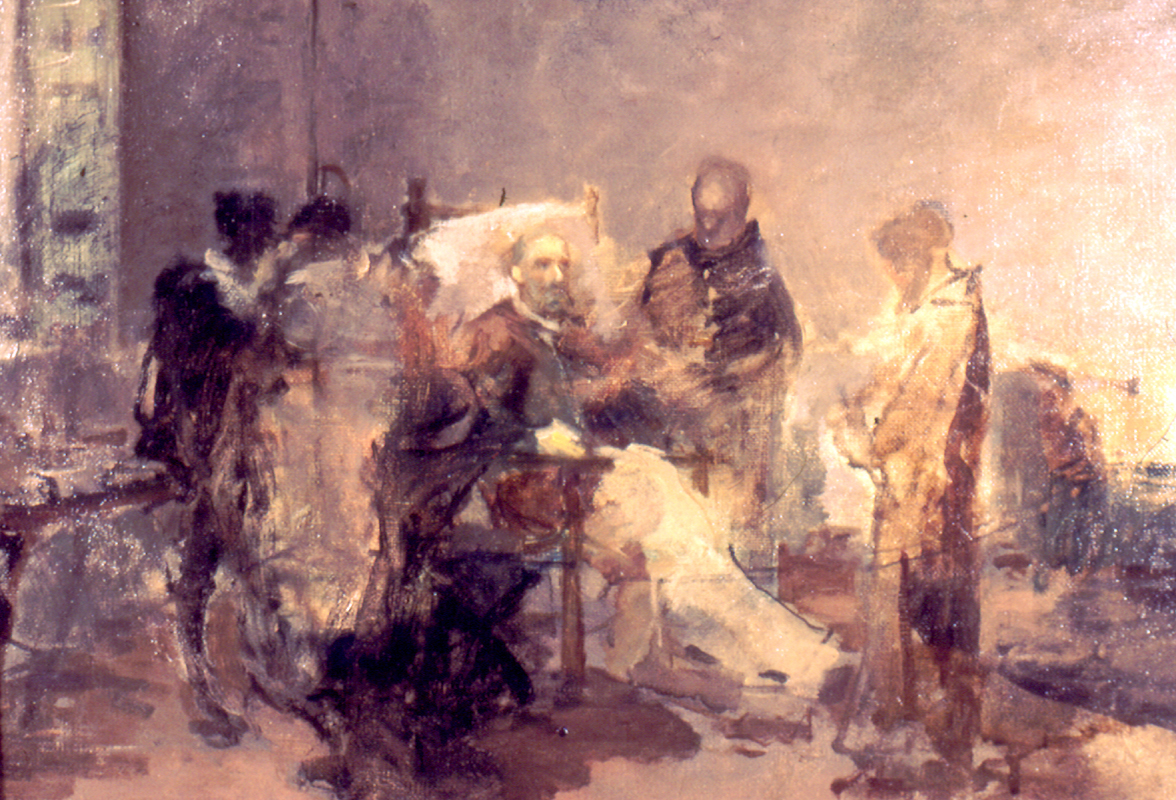
Cervantes escribiendo la dedicatoria... boceto de composición

De vuelta a Madrid, fijó su residencia en la calle de Fuencarral, 77. Su arranque profesional fue complicado, a pesar de su éxito en la Exposición Nacional, y pasó un tiempo sin trabajo, haciendo copias de grandes maestros (Ribera, Velázquez y Murillo) en el Museo del Prado, con propósito autodidacta. La tendencia negativa no cambió hasta que Casto Plasencia, quien repartía a su antojo los encargos para la Basílica de San Francisco el Grande, le encargó en 1885 la decoración de la capilla de Carlos III bajo el lema La promulgación del Dogma de la Inmaculada Concepción, obra por la que el Gobierno le nombró, el 15 de febrero de 1889, comendador de número de la Orden de Isabel la Católica. El prestigio que daba trabajar para San Francisco el Grande le abrió las puertas a  otros encargos como la Decoración  de la sala de juntas del Monte de Piedad y Caja de Ahorros de Madrid, cuyos lienzos, con temas alegóricos a las virtudes, fueron desmontados. Fortuna semejante han debido de correr otras decoraciones para domicilios privados.
Las obligaciones familiares y el exiguo mercado madrileño le obligaron a buscar refugio en la enseñanza. El 31 de enero de 1890, con domicilio en la calle de Trafalgar, fue nombrado profesor interino auxiliar de Dibujo de Adorno y Figura en la Escuela de Artes y Oficios de Madrid, convirtiéndose a propuesta del claustro, el 28 de febrero, en ayudante supernumerario y cobrando, sólo los meses de clase, cien pesetas mensuales. Esta cierta estabilidad parece notarse en su pintura, tal como queda recogido en su alegre (aunque desgraciadamente inconclusa) Feria de Sevilla realizada, probablemente, en su nuevo domicilio en la calle de Zorrilla, 33. A finales de 1891 comenzó a dar clases de dibujo en la Escuela de Enseñanza de la Mujer, lo que le provocó no pocos problemas familiares por el carácter celoso de su esposa. En 1892 fue nombrado ayudante supernumerario interino de la Escuela de Artes de Madrid, con un sueldo anual de mil quinientas pesetas y su prestigio, modesto, le permitió ser nombrado vocal de admisión de la Exposición Internacional de Bellas Artes de Madrid. En 1895 se le concedió una condecoración de carácter menor en la Nacional de Bellas Artes. 

### Trabajos en Castilla
En esos momentos parecía volver su vista a Castilla, y en 1897 participó en una venta de cuadros organizada por Carlos Mateu en la calle del Duque de la Victoria de Valladolid, y en 1899 estuvo en Palencia tomando apuntes y participando en tertulias públicas. Los problemas económicos derivados del carácter interino de su trabajo de profesor le llevaron a opositar a una cátedra de Dibujo en el Instituto de Zamora tomado posesión de ella el 27 de septiembre de 1900. Ese hecho no le impidió seguir con sus intereses puestos en Madrid, volviendo en noviembre a la capital, para dar clases, hasta que se consolidó definitivamente como profesor auxiliar numerario de Dibujo Artístico en la Escuela de Artes e Industrias el 4 de marzo de 1903. Allí permanecería hasta el 1 de enero de 1911 fecha en la que pasaría a ocupar una plaza semejante en la Escuela de Artes y Oficios de Madrid.
Entre una y otra fecha consiguió la decoración del Círculo de Recreo de la Victoria en Valladolid a mediados de 1901. Probablemente influyó en la decisión el éxito de temas con cierto aire sicalíptico como El globo en el convento con dos versiones, una de desnudo masculino y monjas y otra de desnudo femenino y frailes o en su versión de Leda y el cisne. Pero, claro está, para la decoración del casino no se le piden estas cosas sino temas más serios como El conde D. Pedro Ansúrez con su mujer Dña. Eylo examinado las trazas de la Antigua, o figuras de Apolo y Terpsícore, alegorías de la Música y el Amor y efigies de vallisoletanos ilustres (Berruguete, Cervantes, Felipe II, Colón...). En las tareas decorativas fue ayudado por el pintor local Leovigildo Benito.
Con Hallazgo y compra del lienzo de la Virgen de la Paloma es propuesto para condecoración en la Exposición Nacional de Bellas Artes de 1901. Esta obra fue donada a la Real Congregación de la Virgen de la Paloma, con destino al nuevo templo que se estaba construyendo en Madrid. Se conserva en la Iglesia de la Paloma. En la misma exposición también presentó la obra titulada La Revoltosa.

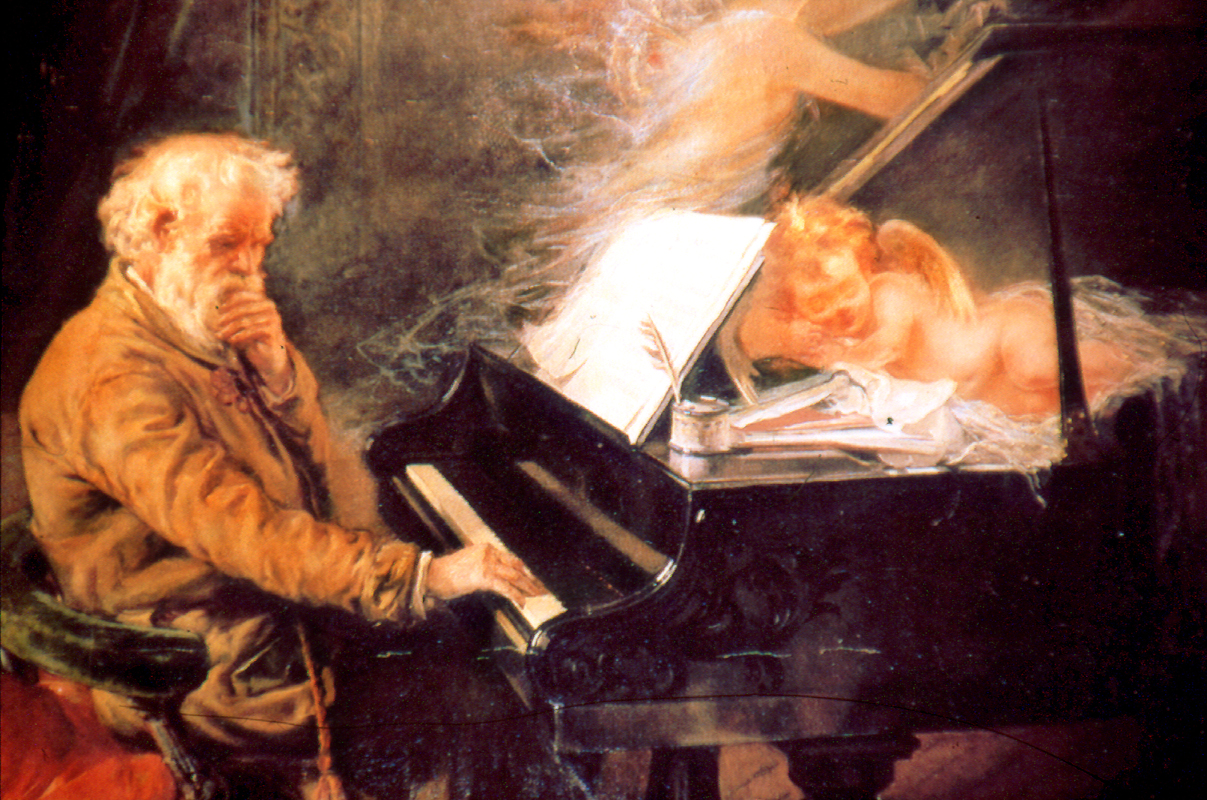
El genio dormido

En 1907 obtuvo el encargo de ornamentar la Casa de Expósitos y Hospicio Provincial dependiente de la Diputación Provincial de Palencia, en la que plasma temas religiosos de la vida de la Virgen y de Cristo. En esta obra ya se puede apreciar un cambio estético en el que predominan los colores terrosos con pinceladas muy sueltas que diluyen los contornos y posibilita el imperio de la mancha. Esos mismos ecos se encuentran en obras como El barquillero. Pero el cambio no era sólo estilístico. En 1904 había pintado El genio dormido en el que transmitía una situación vital nada halagüeña respecto a sus posibilidades creativas. 

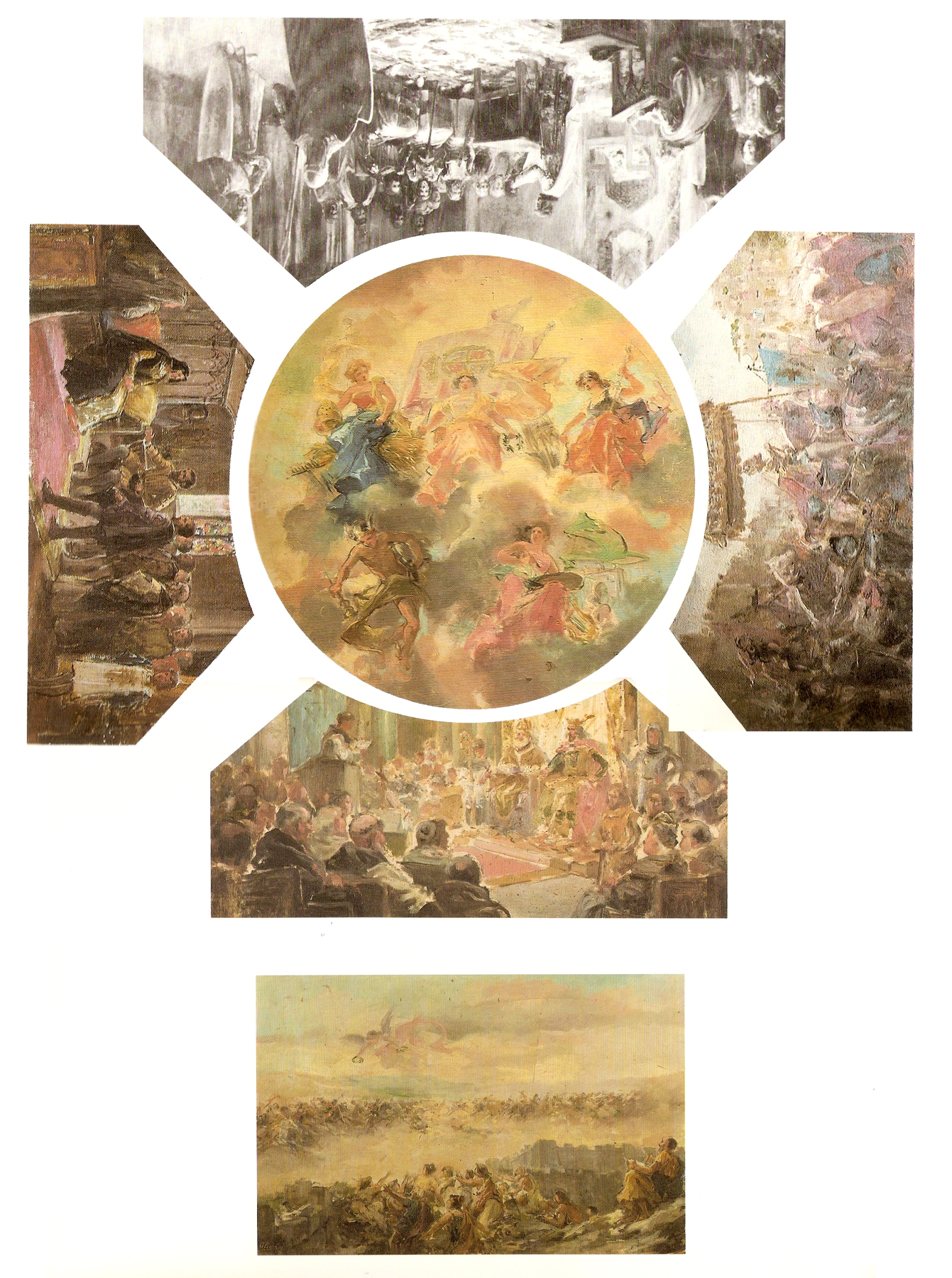
Reconstrucción del techo de la Diputación de Palencia sobre la base de los bocetos conservados

Su última gran obra le llegaría de su tierra natal. Jerónimo Arroyo, quien había dirigido las obras del Hospicio, estaba terminando el Palacio de la Diputación Provincial y tanto él como Cándido Germán, quien estaba interviniendo en el proyecto de forma decisiva, sabían que los más adecuados para la ornamentación eran Mañanós y Oliva. A finales de 1911 o, más probablemente, a comienzos de 1912 se re realiza el encargo de decoración del vestíbulo con la tradicional técnica en él de lienzos encastrados. Para Mañanós se reservó la Sala de Juntas. Algunas de las piezas encomendadas a Oliva estaban terminadas en 1913. El estilo, quizá consecuencia de la oficialidad del encargo, le devuelve a etapas anteriores a la tendencia naturalista que de forma tan acusada había aparecido en su obra a comienzos de siglo. Idealismo, pincelada meticulosa, colorido brillante son características apreciables en el único lienzo que se conserva "in situ" debido al incendio de 1966, la Salida de los vacceos contra los romanos. Caballero (1985) ha publicado la reconstrucción del conjunto ayudándose de los bocetos que se conservan. Además de este tema que recuerda la actitud heroica de los habitantes de la antigua Pallantia también se pintaron otros como Concilio de Alfonso VII en Palencia, Dña. Sancha de Castilla instituyendo los fueros, La visita de los Comuneros a Dña. Juana y la Entrada de Carlos V en Palencia. El tema central lo ocupaba una Alegoría de Palencia de la que se conserva un interesante documento fotográfico que muestra los cambios introducidos en el proceso de realización. Fue su último trabajo decorativo.

### Últimos años y fallecimiento
Desde principios de 1919, su hijo Segundo Ángel era médico titular de Villaconejos e insta a los padres a instalarse con él. Eugenio Oliva, vivirá sus últimos años realizando cuadros de pequeño formato con pincelada minuciosa y llenos de colorido como si hubiese encontrado nuevas ganas de vivir; realiza escenas campesinas, bodegas, patios interiores. Madrid había quedado en el olvido. 
Además de las obras reseñadas, había cultivado multitud de géneros como las escenas costumbristas (La cucaña, La boda interrumpida, D. Ramón de la Cruz contando cuentos a las majas), el paisaje (Vista de Pajares, Puerto asturiano) o el retrato (Velarde, Calleja, Sánchez Toca, Montero Ríos, Martínez Campos). Cuanto más libre se sentía para trabajar, más calidad puede observarse en sus obras de tal forma que resultan especialmente interesantes los estudios realizados en pequeñísimo formato al óleo sobre tabla o sus acuarelas de las que pueden mencionarse La pradera de San Isidro, Un cardenal y Mercado de lana en el barrio de La Puebla.
Su mujer, Luisa, falleció en diciembre de 1924 y él en marzo de 1925.